# Diego Alfredo Manrique
Diego Alfredo Manrique, más conocido como Diego Manrique y Diego A. Manrique (Pedrosa de Valdeporres, Burgos, 1950), es un periodista musical español.

## Biografía
Especializado en crítica musical desde 1975, ha trabajado en prensa escrita, televisión y sobre todo en radio. Está considerado como una de las máximas autoridades en materia de música actual en España y es además un gran coleccionista de música, teniendo una de las colecciones más importantes del país.
Comenzó estudios de Derecho, que sin embargo nunca terminó. Se inició como periodista en el semanario Triunfo. Manrique se puso en contacto con la revista para criticar la pobreza de los artículos que publicaba sobre música rock. Desde la publicación le sugirieron que enviara él algo mejor. Manrique aceptó el reto. Poco después se incorporó a Radio Castilla, de Burgos. Durante los años setenta y ochenta colaboró en revistas como Vibraciones, Rock Especial, Todas las Novedades y todo tipo de publicaciones que incluyeran una página dedicada a la música rock. 
Entre los años 1979 y 1980, colaboró junto a Carlos Tena en el programa sobre vanguardias musicales Popgrama de Televisión española. En los siguientes años volverían a coincidir en Caja de ritmos (1983) —del que fue guionista— y Pop Qué (1984). También trabajó como guionista en los programas ¡Qué noche la de aquel año! (1987) y FM2 (1988).
Desde 1992 hasta 2010 mantuvo el programa El Ambigú en Radio 3 de Radio Nacional de España, emisora en la que ya había dirigido Sólo para ellas (1984). Asimismo, entre 2007 y 2008 condujo el programa La Madriguera en Radio 1 de Radio Nacional de España. En mayo de 2008 fue nombrado director adjunto de Radio 3, cargo del que fue cesado en 2012. Compaginó estas labores con las críticas musicales en el diario El País y El País Semanal. Es padre del también periodista musical Darío Manrique Núñez.
Fundador de la revista Efe Eme, sigue colaborando en ella, así como en Rolling Stone.

## Premios
Ha sido galardonado con el Premio Ondas Nacionales de radio en 2001.
El febrero de 2009 recibió el premio Backstage que entrega la APM (Asociación de promotores de Música de España).
El 25 de septiembre de 2014 fue galardonado con el Premio Nacional de Periodismo Cultural.